# Kněžice, Nymburk
Kněžice là một làng thuộc huyện Nymburk, vùng Středočeský, Cộng hòa Séc.